# Zaugao
Zaugao (cyr. Заугао) – wieś w Czarnogórze, w gminie Podgorica. W 2011 roku liczyła 9 mieszkańców.